# Johann Wegscheider
Johann Wegscheider (* 16. Mai 1828 in Oberhofen; † 16. April 1907 in Salzburg) war Jurist und Abgeordneter zum Österreichischen Abgeordnetenhaus.

## Leben
Johann Wegscheider war Sohn des Landwirts Franz Wegscheider († 1840). Er studierte von 1849 bis 1852 Rechtswissenschaft an der Universität Innsbruck und promovierte dort im Jahr 1853 zum Dr. iur. Im Jahr 1852 wurde er Konzeptskandidat und ab April 1853 Konzeptspraktikant an der Bezirkshauptmannschaft Innsbruck. Ab Dezember 1853 war er Konzeptspraktikant und substituierender Bezirkskommissär an der Bezirkshauptmannschaft Imst, aber schon im Oktober 1854 war er wieder Konzeptspraktikant in Innsbruck, im November 1854 an der Kreisbehörde in Brixen und ab Mai 1855 am Bezirksamt in Schlanders. Ab Juni 1855 war er Bezirksamtsaktuar in St. Johann und St. Gilgen. Im November 1856 wurde er Statthaltereikonzipist in Temesvar (heute Rumänien), Groß-Kikinda (Nagybecskerek), Módos (heute Jaša Tomić, Gemeinde Sečanj) und Großbetschkerek (alle im Komitat Torontál, Banat, heute Serbien). 1859 wurde er Kreiskommissär in Großbetschkerek und wurde 1861 der Statthalterei in Linz und den Bezirksämtern in Linz und Urfahr zugewiesen. Im Jahr 1862 wurde er Bezirksamtsadjunkt und Gerichtsleiter in Neumarkt und 1865 Vorstand des Bezirksamts, 1867 Bezirksrichter in Tamsweg, 1868 in St. Johann. Im Jahr 1873 wurde er Landesgerichtsrat in Salzburg und 1898 ging er in den Ruhestand. Er starb am 16. April 1907 im Alter von 78 Jahren an einer Herzkrankheit.
Er war 1899 Obmann-Stellvertreter und von 1901 bis 1907 Obmann der Arbeiter-Unfallversicherungsanstalt in Salzburg. Er wurde 1898 zum Ritter des Ordens der Eisernen Krone III. Klasse ernannt. Er war auch Ehrenbürger von St. Johann im Pongau und Hüttschlag.
Johann Wegscheider war von 1870 bis 1884 Mitglied im Salzburger Landtag (3., 4. und 5. Wahlperiode).
Er war römisch-katholisch und ab 1857 verheiratet mit Maria Plank, mit der er eine Tochter und mindestens vier Söhne hatte, wobei ein Sohn jung und ein zweiter Sohn schon im Jahr 1882 verstorben ist. Die Tochter starb im Jahr 1895. Einer seiner Söhne war der Chemiker und Universitätsprofessor Rudolf Wegscheider (1859–1935).

## Politische Funktionen
Johann Wegscheider war vom 27. Dezember 1871 bis zum 23. Januar 1891 Abgeordneter des Abgeordnetenhauses im Reichsrat (IV., V., VI. und VII. Legislaturperiode). In der IV. Legislaturperiode vertrat er für das Kronland Salzburg die Kurie Großgrundbesitz, Städte außer Salzburg und Landgemeinden. Von der V. bis zur VIII. Legislaturperiode war er für die Kurie Städte 2 (St. Johann, Wagrain, St. Veit, Werfen, Radstadt, Hofgastein, Tamsweg, Mauterndorf, St. Michael, Zell am See, Mittersill, Taxenbach, Saalfelden, Lofer, Neumarkt, Seekirchen, Straßwalchen, Golling, Abtenau, Kuchl, Hallein, Oberndorf) zuständig.

## Klubmitgliedschaften
Johann Wegscheider war ab dem 17. Januar 1872 Mitglied im Klub der Verfassungspartei, danach ab 1873 im Fortschrittsklub. Ab dem 30. April 1877 war er beim Neuen Fortschrittsklub, ab 1879 beim Klub der Vereinigten Fortschrittspartei, ab dem 19. November 1881 bei der Vereinigten Linken, ab 1885 beim Deutsch-österreichischen Klub und ab dem 6. November 1888 bei der Vereinigten deutschen Linken.